# الولد للفراش
الولد للفراش هو مصطلح فقهي إسلامي ويعني أنه في حالة النزاع على ولد الزنا ينسب لصاحب الفراش وهو الزوج أو سيد الأمة ولا يجوز نسب الولد للزاني لقول رسول الله ﷺ «الوَلَدُ لِلْفِرَاشِ، ولِلْعَاهِرِ الحَجَرُ» أي أن الزاني ليس له ولد لكن له الحجر يعني يرجم بسبب الزنا إذا كان متزوجًا.

## الحديث النبوي
في الحديث صحيح الإسناد «اخْتَصَمَ سَعْدُ بنُ أبِي وقّاصٍ وعَبْدُ بنُ زَمْعَةَ في غُلامٍ، فقالَ سَعْدٌ: هذا يا رَسولَ اللَّهِ ابنُ أخِي عُتْبَةَ بنِ أبِي وقّاصٍ، عَهِدَ إلَيَّ أنَّه ابنُهُ، انْظُرْ إلى شَبَهِهِ، وقالَ عبدُ بنُ زَمْعَةَ: هذا أخِي يا رَسولَ اللَّهِ، وُلِدَ علَى فِراشِ أبِي مِن ولِيدَتِهِ، فَنَظَرَ رَسولُ اللَّهِ صَلَّى اللهُ عليه وسلَّمَ إلى شَبَهِهِ فَرَأَى شَبَهًا بَيِّنًا بعُتْبَةَ، فقالَ: هو لكَ يا عبدُ بنَ زَمْعَةَ، الوَلَدُ لِلْفِراشِ ولِلْعاهِرِ الحَجَرُ، واحْتَجِبِي منه يا سَوْدَةُ بنْتَ زَمْعَةَ قالَتْ: فَلَمْ يَرَ سَوْدَةَ قَطُّ.»

### قصة الحديث
في هذا الحَديثِ تَروي أمُّ المُؤمِنين عائشةُ رَضِيَ اللهُ عنها أنَّ عُتْبَةَ بنَ أبِي وقَّاصٍ أوصى إلى أخِيهِ سَعْدِ بنِ أبِي وقَّاصٍ أنَّه وقَعَ وعاشَرَ جاريةَ زَمْعَةَ بنِ قيْسٍ، وهو والِدُ سَودةَ زَوجِ النَّبيِّ ﷺ، ومعنى الوليدةُ: الجاريةُ والأمةُ المملوكةُ، وأنَّ ابنَها -عبدَ الرَّحمنِ بنَ زَمعةَ- هو ابنُه، فأوصى أخاه سعدًا أن يَضُمَّه إليه ويرعاه.
فلمَّا كانَ عامُ فتْحِ مكَّةَ سَنةَ ثَمانٍ مِن الهجرةِ، أَخَذَ سَعدُ بنُ أبي وقَّاص الوَلَدَ، وقال: هو ابنُ أخي عُتبةَ، قدْ عَهِد إليَّ فيه أنْ أَستَلحِقَه به، فقامَ عبدُ بنُ زَمْعَةَ فقالَ: هو أخي، وابنُ وَليدةِ أَبي، ووُلِدَ على فِراشِه، فلمَّا تَخاصَم عبدُ بنُ زَمْعَةَ وسَعْدُ بنُ أبي وقَّاص، وقام سَعْدٌ بما عَهِدَ إليه أخوه عُتْبةُ مِن سِيرةِ الجاهليَّةِ، ولم يَعلَمْ سَعْدٌ بُطلانَ ذلِك في الإسلامِ، ولم يكُنْ حَصَل إلحاقُه في الجاهليَّةِ؛ إمَّا لِعَدَمِ الدَّعوى، وإمَّا لِكَونِ الأُمِّ لَم تَعتَرفْ به لِعُتبةَ، فتَدافَعا بعْدَ تَخاصُمِهما وتَنازُعِهما في الولَدِ، وذهبا إلى النَّبيِّ ﷺ وحَكَيا إلَيه.
فقالَ رسول الله ﷺ: الولَدُ لَكَ يا عبْدُ بنَ زَمْعَةَ، فالولَدُ تابِعٌ لصاحِبِ الفِراشِ، زوْجًا أو سيِّدًا، وللزَّاني الحَجَرُ، وهو كنايةٌ عن الخَيبةِ والخُسرانِ أو الرَّجمِ، وأنَّه لا حَقَّ للزَّاني في الولَدِ،
وأمَرَ النَّبيُّ ﷺ زوجَتَه سَودةَ بنتَ زَمعةَ أن تمتَنِعَ مِن ابنِ زَمعةَ المُتنازَعِ فيه، فلا يراها ولا تراه، فأمَرَها به نَدْبًا واحتياطًا؛ لأنَّه في ظاهِر الشَّرعِ أخوها؛ لأنَّه أُلْحِقَ بأبيها، لكِن لَمَّا رأى الشَّبَهَ البَيِّنَ بِعُتبةَ بنِ أبي وقَّاص خَشِي أنْ يَكونَ مِن مائِه، فيكونَ أجنبيًّا منها، فأمَرَها بالاحتِجابِ منه؛ احتياطًا، فما رآها حتَّى لَقِي اللهَ عزَّ وجلَّ وماتَ.

## أحكام فقهية
يترتب على حديث الولد للفراش عدة أحكام فقهية:
- لا يجوز في الإسلام أن ينسب ولد الزنا لأبيه الزاني بل قد ينسب إلى أمه في بعض الحالات. قال ابن قدامة: «حتى لو أن امرأة أتت بولد وزوجها غائب عنها منذ عشرين سنة لحقه ولدها.»[6]
- في حالة النزاع على الولد بين الرجل الزاني من جانب والزوج أو السيد صاحب الفراش من جانب أخر فينسب الولد إلى صاحب الفراش وهو الزوج أو السيد. قال أبو بكر الجصاص:«وقوله: الولد للفراش. قد اقتضى معنيين أحدهما إثبات النسب لصاحب الفراش والثاني أن من لا فراش له فلا نسب له؛ لأن قوله الولد اسم للجنس، وكذلك قوله الفراش للجنس لدخول الألف واللام عليه فلم يبق ولد إلا وهو مراد بهذا الخبر، فكأنه قال لا ولد إلا للفراش.»[7]
- الزاني لا حق له لكن له الحجر. قال النووي: «ومعنى له الحجر أي له الخيبة ولا حق له في الولد... وقيل المراد بالحجر هنا أنه يرجم بالحجارة، وهذا ضعيف، لأنه ليس كل زان يرجم، وإنما يرجم المحصن خاصة.»[8]

### اللعان
لا يتعارض هذا الحديث مع حق الزوج في اللعان أمام القاضي حتى ينفي نسب الولد ابن الزنا عنه. واللعان ثابت في القرآن الكريم والسنة النبوية.
قال تعالى:﴿وَالَّذِينَ يَرْمُونَ أَزْوَاجَهُمْ وَلَمْ يَكُنْ لَهُمْ شُهَدَاءُ إِلَّا أَنْفُسُهُمْ فَشَهَادَةُ أَحَدِهِمْ أَرْبَعُ شَهَادَاتٍ بِاللَّهِ إِنَّهُ لَمِنَ الصَّادِقِينَ ۝٦ وَالْخَامِسَةُ أَنَّ لَعْنَةَ اللَّهِ عَلَيْهِ إِنْ كَانَ مِنَ الْكَاذِبِينَ ۝٧ وَيَدْرَأُ عَنْهَا الْعَذَابَ أَنْ تَشْهَدَ أَرْبَعَ شَهَادَاتٍ بِاللَّهِ إِنَّهُ لَمِنَ الْكَاذِبِينَ ۝٨ وَالْخَامِسَةَ أَنَّ غَضَبَ اللَّهِ عَلَيْهَا إِنْ كَانَ مِنَ الصَّادِقِينَ ۝٩﴾ [النور:6–9]
وفي الصحيحان: «أنَّ رَجُلًا لاعَنَ امْرَأَتَهُ في زَمَنِ النبيِّ صَلَّى اللهُ عليه وسلَّمَ وانْتَفَى مِن ولَدِها، فَفَرَّقَ النبيُّ صَلَّى اللهُ عليه وسلَّمَ بيْنَهُما، وأَلْحَقَ الوَلَدَ بالمَرْأَةِ.»

### الافتراء والبهتان
لا يحق للمرأة الزانية أن تحتج بحديث الولد للفراش حتى تلحق ولد الزنا بزوجها كذبا. كلمة بهتان بمعنى كذب. قال تعالى:﴿وَلَا يَأْتِينَ بِبُهْتَانٍ يَفْتَرِينَهُ بَيْنَ أَيْدِيهِنَّ وَأَرْجُلِهِنَّ﴾ [الممتحنة:12]
قال ابن عباس في تفسير هذه الآية: «يعني لا يلحقن بأزواجهن غير أولادهم»
ويؤيد ذلك قول رسول الله ﷺ:«أيُّما امرأةٍ أدخَلتْ على قومٍ مَن ليس منهم فليسَتْ مِن اللهِ في شيءٍ ولن يُدخِلَها اللهُ جنَّتَه وأيُّما رجلٍ جحَد ولَدَه وهو ينظُرُ إليه احتَجَب اللهُ منه وفضَحه على رؤوسِ الأوَّلينَ والآخِرينَ»

## خلافات
إشتهرت محاكم الأسرة المصرية في السنوات الأخير بإصدار أحكام تعسفية بإثبات نسب أطفال إلى أزواج قاموا بتقديم أدلة بالحمض النووي تنفي نسب الأبناء عنهم. وتستند هذه المحاكم على حديث الولد للفراش بدون أن تتيح للزوج حق الملاعنة ونفي النسب الثابت في القرآن الكريم والسنة النبوية. يؤيد بعض علماء الأزهر هذه الأحكام بفتاوى مثيرة للجدل حيث يقول علي جمعة أنه يرفض تحليل الحمض النووي "حتى لا يتطاول السفهاء على أعراض النساء" لكنه لم يذكر اللعان في فتواه.
على جانب أخر قال الشيخ عبد الرحمن عبد الخالق في فتوى مصورة أن أي شخص يفتي ويشجع النساء على نسب ابن الزنا للزوج بدون علمه بدعوى أن الولد للفراش هو مجرم يكذب على الله ورسوله ويتأول حديث الولد للفراش في غير موضعه لأن رسول الله ﷺ رجم كل من اعترف عنده بالزنا وأن هذه الفتاوى بهتان لقوله تعالى:﴿وَلَا يَأْتِينَ بِبُهْتَانٍ يَفْتَرِينَهُ بَيْنَ أَيْدِيهِنَّ وَأَرْجُلِهِنَّ﴾ [الممتحنة:12] فحديث الولد للفراش خاص بالتنازع بين رجلين على نسب الولد. وحق اللعان ونفي النسب ثابت في القرآن الكريم ويؤيد هذا الرأي فتوى للدكتور محمد المسير من علماء الأزهر.
الخلافات لم تتوقف على المحاكم المصرية فقط فتوجد خلافات مماثلة في الجزائر والمغرب تظل كلها مرتبطة إما بعدم إتاحة الملاعنة للرجل حتى ينفي النسب أو وجود نساء ارتكبت فاحشة الزنا تريد نسب الأبناء لأبيهم البيولوجي.